# Bijapur (furstendöme)
Staden Bijapur (numera Vijayapura) i den indiska delstaten Karnataka var fordom huvudstad i ett rike med namnet Bijapur, som grundades 1488 och erövrades av  stormogul Aurangzeb 1686.
Under sin blomstringstid ska Bijapur ha haft 1 miljon invånare och 1 600 moskéer. Bijapur är sannolikt en av de mest pittoreska ruinsamlingarna i hela Indien. 
Av dess många praktbyggnader, vilka man nu, såvitt möjligt är, söker bevara från ytterligare förfall, må nämnas det av rikets grundläggare anlagda stora, ovanligt starka citadellet, omgivet av en 100 m bred grav, det omkr. 1566 fullbordade fortet, innehållande kungliga palatset, adelns hus, stora magasin och vidsträckta trädgårdar, allt omslutet av en omkr. 10 km lång vall med en mängd torn och en i klippan huggen grav, vidare Ibrahim Adil Shahs omkr. 1620 fullbordade moské och mausoleum som var under byggnad 36 år, samt det storartade mausoleet över den förres efterträdare Muhammed Adil Shah, genom sin kupol, 36 m i diameter, påminnande om Peterskyrkan i Rom, samt många moskéer. 
Omkring staden gick en mur av ofantlig tjocklek och omkr. 6 m höjd, vid 100 m mellanrum försedd med starka torn av huggen sten, nu jämte muren till stor del nedrasade. Nästan alla byggnaderna, palatsen i fortet undantagna, är byggda av stora, huggna stenblock och mycket massiva, men ytterst minutiöst utförda i detaljerna och försedda med den österländska arkitekturens alla prydnader.